# Paullinieae
Paullinieae je biljni tribus iz porodice sapindovki. Postoji šest rodova rasprostranjenih po svim kontinentima, osim Europe.
Tribus čini dio nadtribusa Paulliniodae u koji su još uključeni Athyaneae, Bridgesieae i Thouinieae
Tribus je opisan 1821.

## Rodovi
1. Cardiospermum L.
2. Lophostigma Radlk.
3. Paullinia L.
4. Serjania Mill.
5. Thinouia Planch. & Triana
6. Urvillea Kunth